# 帕夸奇
帕夸奇是烏干達的城鎮，位於該國西北部白尼羅河畔，由內比區負責管轄，處於古盧 (烏干達)西南面115公里，距離阿魯阿約110公里，海拔高度623米，2011年人口估計22,300。
02°27′43″N 31°29′54″E / 2.46194°N 31.49833°E